# پیتر مک‌کینی
پیتر مک‌کینی (انگلیسی: Peter McKinney; ۱۶ دسامبر ۱۸۹۷ – ۲۳ دسامبر ۱۹۷۹) بازیکن فوتبال اهل بریتانیا بود.
از باشگاه‌هایی که در آن بازی کرده‌است می‌توان به باشگاه فوتبال لیورپول اشاره کرد.